# جایزه گیلر
جایزه گیلر (به انگلیسی: Giller Prize) یکی از گران‌ترین جایزه‌های ادبی دنیا و مهم‌ترین جایزه ادبیات داستانی کانادا است که با حمایت اسکوشیابانک  هر ساله به نویسنده‌های کانادایی رمان و داستان‌کوتاه که به زبان انگلیسی منتشر شده‌اند اهدا می‌شود. برنده این جایزه ۱۰۰ هزار دلار و نامزدهای نهایی ۱۰ هزار دلار دریافت می‌کنند.

## فهرست برندگان جایزهٔ گیلر
| سال  | نویسنده                            | نام اثر                     |
| ---- | ---------------------------------- | --------------------------- |
| ۱۹۹۴ | ام. جی. واسنجی                     | کتاب اسرار                  |
| ۱۹۹۵ | رویین‌تن میستری                     | یک تعادل خوب                |
| ۱۹۹۶ | مارگارت اتوود                      | گریس دیگر                   |
| ۱۹۹۷ | مردکای ریچلر                       | نسخه بارنی                  |
| ۱۹۹۸ | آلیس مونرو                         | عشق زن خوب                  |
| ۱۹۹۹ | بانی برنارد                        | یک خانه خوب                 |
| ۲۰۰۰ | مایکل اونداتیه دیوید آدامز ریچاردز | روح آنیل بخشش در بین کودکان |
| ۲۰۰۱ | ریچارد بی. رایت                    | کلارا کالان                 |
| ۲۰۰۲ | آستین کلارک                        | بیل علف‌کش براق              |
| ۲۰۰۳ | ام. جی. واسنجی                     | جهان بینابین ویکرام لال     |
| ۲۰۰۴ | آلیس مونرو                         | فرار                        |
| ۲۰۰۵ | دیوید برگن                         | زمان در میان                |
| ۲۰۰۶ | وینسنت لام                         | حجامت و درمان‌های اعجاب‌آور   |
| ۲۰۰۷ | الیزابت هی                         | اواخر شب در هوا             |
| ۲۰۰۸ | جوزف بویدن                         | از میان صنوبرهای سیاه       |
| ۲۰۰۹ | لیندن مکین تایر                    | مرد اسقف                    |
| ۲۰۱۰ | جوانا اسکیبسرد                     | احساساتی‌ها                  |
| ۲۰۱۱ | اسی ادوگیان                        | بلوز دو رگه                 |
| ۲۰۱۲ | ویل فرگوسن                         | ۴۱۹                         |
| ۲۰۱۳ | لین کودی                           | رفتن به جهنم                |
| ۲۰۱۴ | شان میشلز                          | ما راهنماها                 |
| ۲۰۱۵ | آندره الکسیس                       | پانزده سگ                   |
| ۲۰۱۶ | مادلین تین                         | نگو ما هیچ چیز نداریم       |
| ۲۰۱۷ | مایکل ردهیل                        | میدان بلویو                 |
| ۲۰۱۸ | اسی ادوگیان                        | واشینگتن سیاه               |
| ۲۰۱۹ | ایان ویلیامز                       | بازتولید                    |
| ۲۰۲۰ | اسوونهگام تامااونگسا               | چطور چاقو را تلفظ کنیم      |
| ۲۰۲۱ | اعمر الآکاد                        | چه بهشت عجیبی               |